# Perkytle

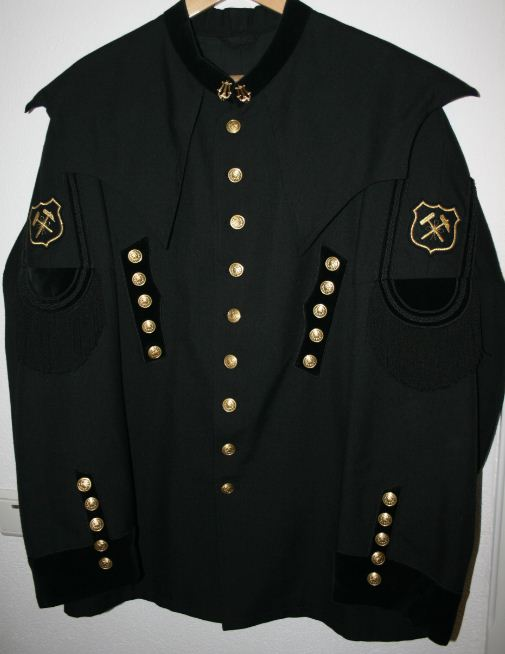
Perkytle

Perkytle (německy Bergkittel – hornický plášť, halena) je druh oblečení pokrývající tělo do kolen, ruce a hlavu. V 15. století byla typická perkytle bílé barvy s kapucí. Ve slavnostních perkytlích jsou zobrazeni štítonoši na fresce (1493) z kaple Hašplířů v chrámu sv. Barbory v Kutné hoře.
Perkytle (kytle) je též od 19. století součástí hornického stejnokroje.